# Maraganaparthi, Sidlaghatta
Maraganaparthi là một làng thuộc tehsil Sidlaghatta, huyện Chikkaballapur, bang Karnataka, Ấn Độ.